# Фонтниј Сен Мартен д'Антрег
Фонтниј Сен Мартен д'Антрег (фр. Fontenille-Saint-Martin-d'Entraigues) насеље је и општина у западној Француској у региону Поату-Шарант, у департману Де Севр која припада префектури Ниор.
По подацима из 2011. године у општини је живело 597 становника, а густина насељености је износила 39,51 становника/km². Општина се простире на површини од 15,11 km². Налази се на средњој надморској висини од 74 метара (максималној 126 m, а минималној 66 m).

## Демографија
| 1962. | 1968. | 1975. | 1982. | 1990. | 1999. | 2011. |
| ----- | ----- | ----- | ----- | ----- | ----- | ----- |
| 272   | 283   | 509   | 532   | 588   | 547   | 597   |

График промене броја становника у току последњих година